# ロック川 (イリノイ州・ウィスコンシン州)

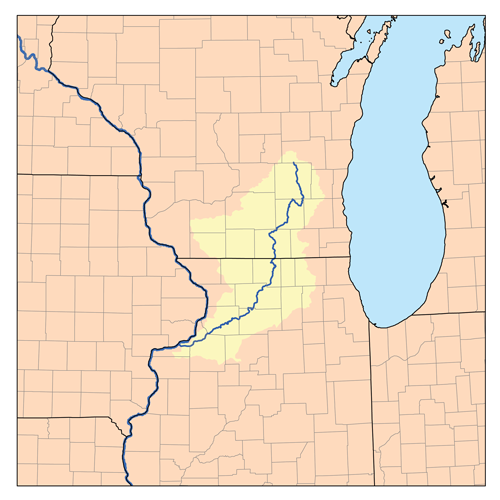
ロック川流域

ロック川 (ロックがわ、Rock River) はアメリカ合衆国のイリノイ州とウィスコンシン州を流れる川。ミシシッピ川の支流。長さ481km。
ウィスコンシン州フォンデュラク郡ブランドンの西から始まり、東、南と流れウォーパンの西でホリコン沼 (Horicon Marsh) となる。その先はウォータータウンを通り、ジェファーソンでクローフィッシュ川、フォートアトキンソンでバーク川、ロック郡北部でヤハラ川をあわせ、ジェーンズビル、ベロイトを通り、イリノイ州に入る。州境界の南5マイル（8km）でペカトニカ川が合流。ロックフォードを通り、イリノイ州北西部を南西へと流れ、キシュウォーキー川をあわせオレゴン、ディクソン、スターリング、ロックフォールズを通り、ロックアイランドでミシシッピ川に合流する。
ロック川には23のダムがある。